# フィアット 6614
フィアット 6614（イタリア語: FIAT Tipo 6614）とは、1970年代にイタリアのフィアットとオート・メラーラが共同で開発した小型の4輪式装甲兵員輸送車である。

## 概要
フィアット 6614は、車体の前部左側に運転席を配置し、5個の小さな防弾ガラスによって視界を確保する。車長は車体の中心の席に座り、M113装甲兵員輸送車から流用された車長用キューポラによって周辺警戒に当たるとともに、キューポラに装備された機関銃によって自衛戦闘を行う。
車体には9名の兵員が乗り込むが、座席は装甲兵員輸送車で一般的な向かい合わせもしくは背中合わせ式のベンチシートではなく、全員に前に向いた独立した座席が用意されている。ただし、兵員の迅速な乗降の邪魔にならないようにシートは背もたれの部分を折りたためるようになっている。左右と後部に1つずつ、合計3つのドアがあり迅速な乗降が可能である他、左右に4基ずつ、後部に2基の合計10基のガンポートも備えている。
装甲板は7.62mm NATO弾クラスの小火器や榴弾の破片を防げる程度であるが、NBC防護装備を搭載している。水上浮航能力も備えており、タイヤの水中回転によって前進する。

## 採用国
- アルゼンチン - 退役済み
- ベネズエラ - 退役済み
- ペルー
- イタリア
- チュニジア
- ソマリア - ソマリア内戦勃発以後の稼働状態は不明。
- 韓国 - KM900の名でライセンス生産。また、障害物除去用ドーザーブレードを装着可能な派生型としてKM901も配備された。

## 登場作品
『光州5・18』
戒厳軍として光州市に展開する大韓民国陸軍空輸部隊の車両として登場。
『ソウルの春』
大韓民国陸軍の装甲兵員輸送車として、KM901を反乱軍・鎮圧軍双方が使用。作中終盤では国防部庁舎を攻撃する特殊戦司令部第2空挺旅団に所属するKM901が、キューポラに装備されたM60機関銃を発砲して味方の支援を行う。